# Montefiores
Montefiores är en ort i Australien. Den ligger i kommunen Wellington och delstaten New South Wales, i den sydöstra delen av landet, omkring 260 kilometer nordväst om delstatshuvudstaden Sydney. Orten hade 630 invånare år 2021.